# سفارة المملكة المتحدة في البرتغال
سفارة المملكة المتحدة في البرتغال هي أرفع تمثيل دبلوماسي لدولة المملكة المتحدة لدى البرتغال. تقع السفارة في لشبونة وهي تهدف لتعزيز المصالح البريطانية في البرتغال.

## وصلات خارجية
- قائمة سفارات المملكة المتحدة
- قائمة السفارات في البرتغال